# Episode (film)
Episode er en dansk kortfilm fra 1967 instrueret af Jørgen Ekberg efter eget manuskript.

## Handling
Denne artikel mangler et handlingsreferat. Hjælp os med at skrive det.

## Medvirkende
- Lene Vasegaard